# Foveosculum
Foveosculum is een geslacht van insecten uit de orde vliesvleugeligen (Hymenoptera) en de familie Ichneumonidae.

## Soorten
- F. acutum Heinrich, 1967
- F. benguellense Heinrich, 1967
- F. didymatum (Morley, 1916)
- F. fossifer (Morley, 1919)
- F. foveatellum Heinrich, 1967
- F. foveatum (Cameron, 1906)
- F. impavidum (Tosquinet, 1896)
- F. indistinctum Heinrich, 1967
- F. inferior Heinrich, 1967
- F. liberianum Heinrich, 1967
- F. macenti Pisica, 1988
- F. magnum Heinrich, 1967
- F. mediorufum (Morley, 1919)
- F. montanum Heinrich, 1967
- F. occidentale Heinrich, 1967
- F. rungweense Heinrich, 1967
- F. salebrosum Heinrich, 1938
- F. semipictum (Kriechbaumer, 1894)
- F. striatifer (Morley, 1919)
- F. striatiferops Heinrich, 1967
- F. superior Heinrich, 1967
- F. truncatum Heinrich, 1967
- F. ufipae Heinrich, 1967
- F. ugandanum Heinrich, 1967
- F. ulugurorum Heinrich, 1967